# Soeghd
Soeghd (Tadzjieks: Суғд) is een provincie in Tadzjikistan.
De provincie is gelegen in het noordwesten van het land, in de historische regio Sogdië.
Het heeft een oppervlakte van ongeveer 25.400 km² en een bevolking van 2.132.100 (2008), en van 2.508.500 in 2016.  De provincie werd gevormd in 1924 als deel van de Oezbeekse SSR en doorgeschoven naar de Tadzjiekse SSR in 1929. De bevolking bestaat voor 84% uit Tadzjieken, 15% Oezbeken en 1% Russen.
De provincie grenst in het westen aan Oezbekistan en in het noorden aan Kirgizië. De Syr Darjarivier stroomt erdoorheen. Het herbergt  vogelreservaten in het Aktasj-massief en het Mogoltau-massief.  Soeghd wordt van de rest van het land gescheiden door het Hisorgebergte, de passen zijn in de winter soms gesloten. In het zuiden van de provincie ligt in oost-west richting de vallei van de Zarafsjanrivier. In het noorden ligt de Vallei van Fergana. In de provincie woont 30% van de bevolking van Tadzjiekistan en bevat 1/3 van de landbouwgrond. Het produceert 2/3 van het bruto nationaal product van het land.
Tot 1991 heette het gebied Leninabad.

## Economie
Sinds het jaar 2000 is de economie door de vestiging van nieuwe ondernemingen behoorlijk gegroeid; in 2008 bedroeg de groei 13,2% en in 2009 13,3%. Een belangrijke sector is mijnbouw: winning en verwerking van goud, kolen, olie, graniet, marmer en gips. Verder machinebouw, metaalbewerking en voedingsmiddelenindustrie.
De ongeveer 270.000 hectare (2700 km²) landbouwgrond wordt gebruikt voor de teelt van katoen, granen, fruit, groenten en aardappels. Daarbij is irrigatie noodzakelijk. Daarnaast houdt men runderen, schapen en geiten.

## Steden
De hoofdstad is Choedzjand, met een bevolking van 175.400 (2016). Andere grote steden zijn:
- Boeston (30.800 inwoners)
- Isfara (47.800)
- Istaravsjan (61.200)
- Konibodom (50.400)
- Pandzjakent (41.200)

## Districten
Sughd is onderverdeeld in 14 districten (nohiyahoi) en 8 steden (shahri):
- Asjt (Ашт), district
- Ajni (Айнӣ), district
- B. Ghafoerov (Б.Ғафуров), tweede grootste district van Tadzjikistan (339.800 inwoners op 01-01-2014)
- Choedzjand (Хуҷанд), de provinciehoofdstad (169.700 inwoners op 01-01- 2014)
- Ghontsji (Ғончӣ), district
- Isfara nohijai (Исфара ноҳияи), district
- Isfara sjahri (Исфара шаҳри), stad
- Istaravsjan nohijai (Истаравшан ноҳияи), district
- Istaravsjan sjahri (Истаравшан шаҳри), stad
- Istiqlol (Истиқлол), district
- Dzj.Rasoelov (Ҷ. Расулов), district
- Konibodom nohijai (Конибодом ноҳияи), district
- Konibodom sjahri (Конибодом шаҳри), stad
- Köhistoni Masttsjoh (Кӯҳистони Мастчоҳ), district
- Masttsjoh (Мастчоҳ), district
- Pandzjakent nohijai (Панҷакент ноҳияи), district
- Pandzjakent sjahri (Панҷакент шаҳри), stad
- Qajroqqoem (Қайроққум), stad
- Sjahriston (Шаҳристон), district
- Spitamen (Спитамен), district
- Tsjkalov (Чкалов), stad
- Zafarabod (Зафарабод), district